# Handschrift 162
Handschrift 162 is een Latijns 15e-eeuws manuscript met als tekst de Epistola ad fratres de Monte Dei/Bernardus Claraevallensis. De vorige eigenaar van het manuscript was het Kartuizerklooster Nieuwlicht of Bloemendaal. De auteur van de Epistola is William de Saint-Thierry (c. 1075-1148). Tegenwoordig wordt HS. 162 bewaard in de Universiteitsbibliotheek Utrecht. Het is te citeren als: Universiteitsbibliotheek Utrecht HS. 162 (4 H 14).

## Het schrift
Het handscrift is vervaardigd tussen 1400 en 1410 in gotisch schrift. De style van gotisch is littera textualis, in de hand van Adam van Scoerl. De cursiva schrift is niet veel gebruikt door Adam maar wel door een van die andere kopiisten. Een opmerkelijke trek is de sporadisch gebruik van "Köpfchen-a", zo als J.P Gumbert het uitdrukt. Maar de a van kopiist A is op de textualis beperkt. De "Köpfchen-a" is twee keer gebruikt in f. 97. Maar, de schrift van folio 1r is geschreven in Adam van Scoerl's textualis: J.P. Gumbert beschrijft de schrijfstijlen van de kopiist als karakteristiek maar ook stijf en klinkt ouderwets. De zelfde hand heeft ook de rubricaties gemaakt, alleen in het cursiva schrift. De soortgelijke hand van de Barnadus onderscheit sich in verschillende aspecten van de hand van de Epistola. Aspecten van de hand zijn: de tong van de e ontbreekt, con heeft een omgekeerde C-vorm in plaats van een Negen-vorm, en g, i, x, y en r zijn anders gevormd. Een ronde r wordt niet gebruikt. De platte-kopige g wordt sporadisch gebruikt. Er is gebruik gemaakt van de "franse" p. 
Het manuscript bestaat uit perkamenten vellen. Het bestaat uit quinionen en later waren quaternionen erbij ingevoegd. De letters zijn compact en hebben de neiging scherp gevormd te zijn, typerend voor het gotische schrift. Elk stuk tekst bestaat uit 37 regels. Ligaturen komen nauwelijks voor, maar de letters komen wel in contact met elkaar.
Het tweede deel van het handscrift is geschreven in een eenvoudig schrift. Ook de rubricaties zijn simplistisch. De kopiist en waarschijnlijk een ander persoon werkten samen aan een deel van Bernardus Claraevallensis. Vanaf fol. 60 is de Bernardus Claraevallensis in twee kolommen geschreven. Gumbert meldt aan dat het manuscript in slechte staat verkeert, wat voor problemen zorgt bij het ontcijferen van de persoonlijke schrijfstijl van de verschillende kopiisten.

## Het manuscript
Het manuscript bestaat uit 211 perkamenten folia van 197 bij 140 millimeter. Met het systeem van de dubblebladeren betreft, er zijn gelijknissen met andere handscriften, maar een definitive systeem is niet herkend. Folio 1r en folio 211v zijn vastgelijmd aan het voor- en achterplat van het manuscript.
Op de pagina’s zijn de prikking en de met loodstift aangebrachte liniëring nog steeds te zien op de meeste pagina’s van HS. 162. Hier is de kam-liniëringstechniek gebruikt, die veel voorkomt in manuscripten uit de Nederlanden. Bij fol. 108r is te zien dat de prikking en liniëring verwijderd is. De liniëring van HS 162 en de ondefinierde puncties lijken volledig in overeenstemming te zijn. De delen van HS 162 die noch overblijven hebben geen interpuncties. Alleen een kleine gedeelte van HS 162 heeft interpuncties. Het handscrift heeft "lichte puncties": het is meestal een eenvoudige punt op de lijn.
HS. 162 is gebonden in leer over houten platten, met restanten van een titelvenster dat is ingedrukt aan de voorzijde. Het handscrift had als enige omslag, behalve de titel, was er noch een titel onder een fenestra met latoenkoper. De boekplate is immers van Zweder. De boeksloten en boekband zijn vernieuwd, maar het is niet duidelijk wanneer dit gebeurde. Er is een originele bladwijzer bewaardgebleven. In de marges van fol. 18v en 19r zijn twee notitie tekens om belangrijke stukken van de Epistola aan te geven. Dubbel puncties worden in HS 162 niet toegepast. Er zijn maniculae (wijzende handjes) aanwezig die belangrijke passages markeren. Een manier van referenties aan te geven is ook toegepast. Er zijn glossen aangebracht naast de paragraaf waarnaar verwezen wordt. Op folio 97v van HS. 162 zijn theologische definities genoteerd.

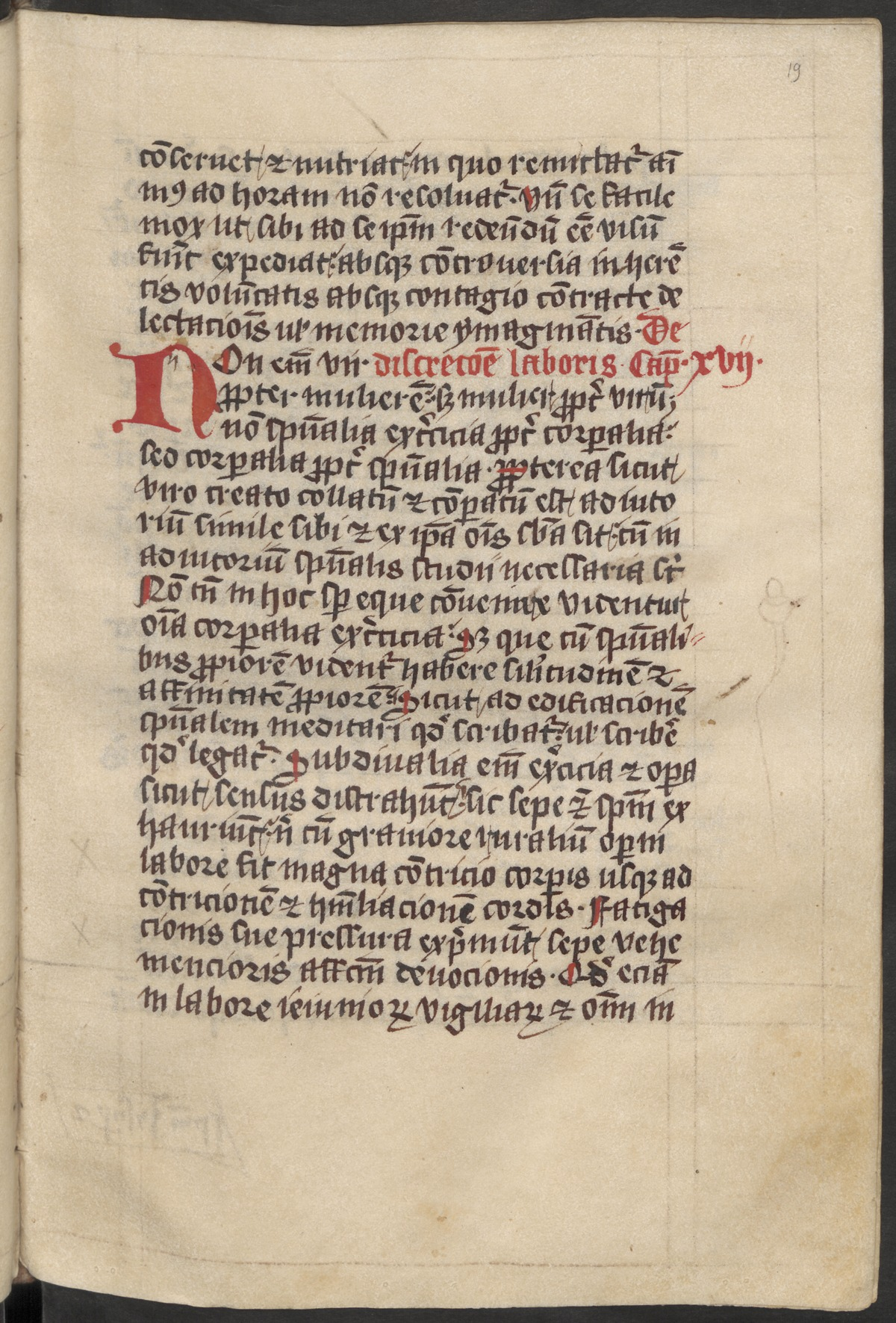
Deze tekening werd door de scriba van het handscrift gedaan. De reden voor de tekening is om een belangrijke deel van de tekst aan te geven.

## Decoratie
Het manuscript heeft twee blauwe initialen die met rode inkt zijn gedecoreed in de Fleuronnée steil in zogenaamd Utrechts penwerk. De ogen van de initalen zijn gevuld met wijnstokken die opgesteld in ranken zijn, op een manieer die anders niet voorkomt. Een van de initialen staat aan het begin van de Epistola ad fratres de Monte Dei in 1r, terwijl de andere halverwege de tekst staat. Door de hoeveelheid inkt die is gebruikt voor de initialen kunnen ze ook gezien worden aan de andere kant van het blad. Annotaties en correcties werden waarschijnlijk aangebracht door gebruikers van het handschrift. Bladwijzers waren ook in het handscrift getekent. Er staat een rubriek voor elk onderdeel van de tekst. In dit handschrift zijn vaak kleine decoraties aangebracht rondom kleine beschadigingen van het perkament.

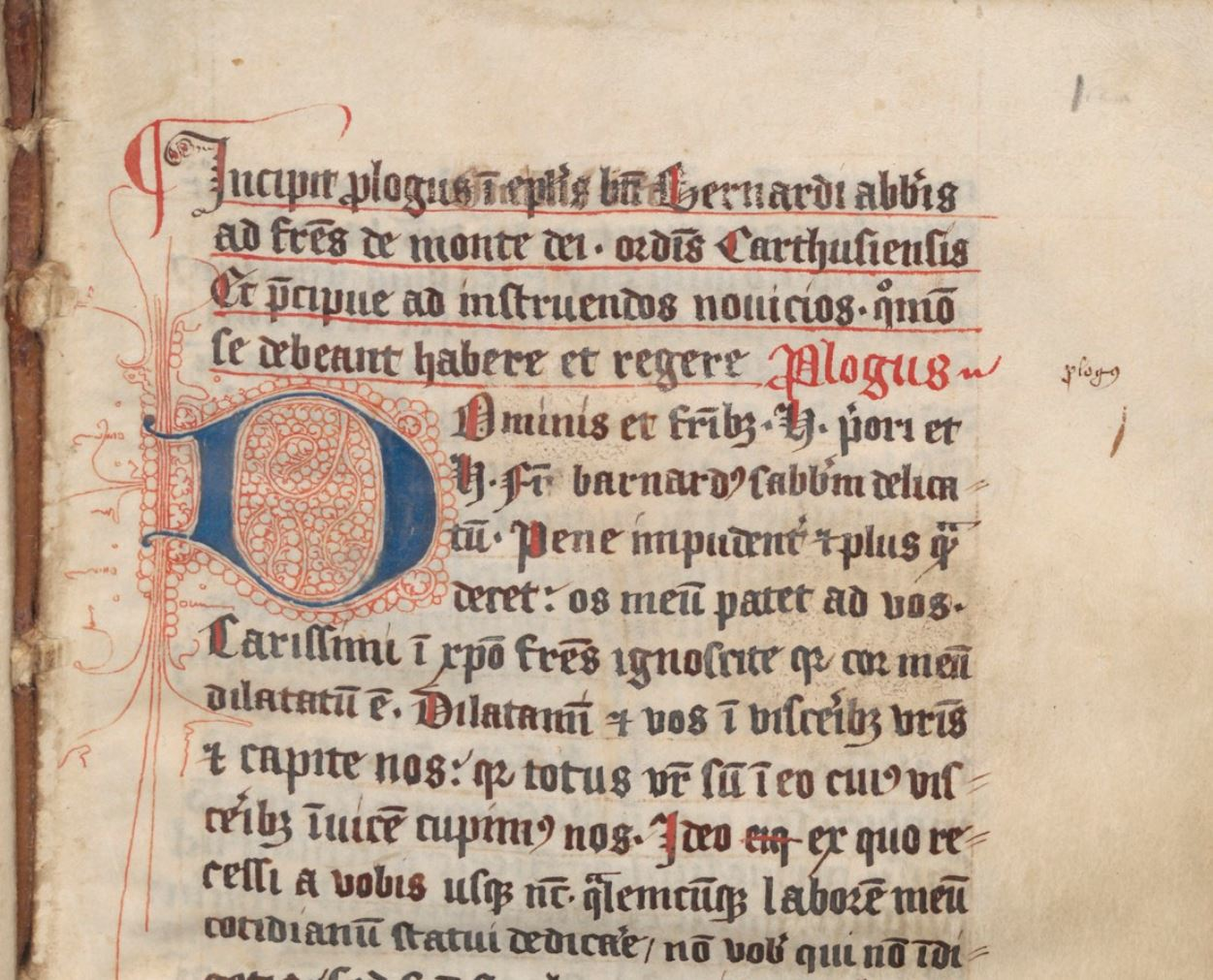
Dit is de eerste initial van het handscrift. Het is in de 'typische' Utrechtse stijl gedaan.

## Inhoud
Epistola ad fratres de Monte Dei is geschreven ter ere van de ascetische traditie van de Kartuizers. De brief aan Mont-Dieu is in het begin, gedeeltelijk origineel, tot f. 19. Een tekst genaamd De consideratione die gescrheven is door kopiist A is ook erin. Epistola ad sacerdotem zit er ook in, geschreven door een Martinus. Na een sectie van Bernardus Claraevallensis volgt een lijst met heiligennamen, maar de functie van deze lijst is niet duidelijk. De tekst van de Epistola is ingevoegd in het manuscript van Bernardus Claraevallensis.